# 太子申
太子申（？—前342年），中国战国时期魏惠王之子，姬姓，魏氏，名申。马陵之战遭到田忌、孙膑俘虜，後被處死。

## 簡介
魏惠王初以公子申为太子（即為王儲、儲君）。
前342年南梁之難后，魏惠王以太子申为大将、庞涓为副将，进攻齐国，结果在马陵之战魏军败于齐国的田盼。庞涓陣亡，太子申被俘杀。第二年，魏国以公子赫为太子。
《战国策·魏策二》有公子理，门客劝他向父王建议派太子申出征，太子申成功他可以邀名，失败就可以继任太子。